# 德日进广场

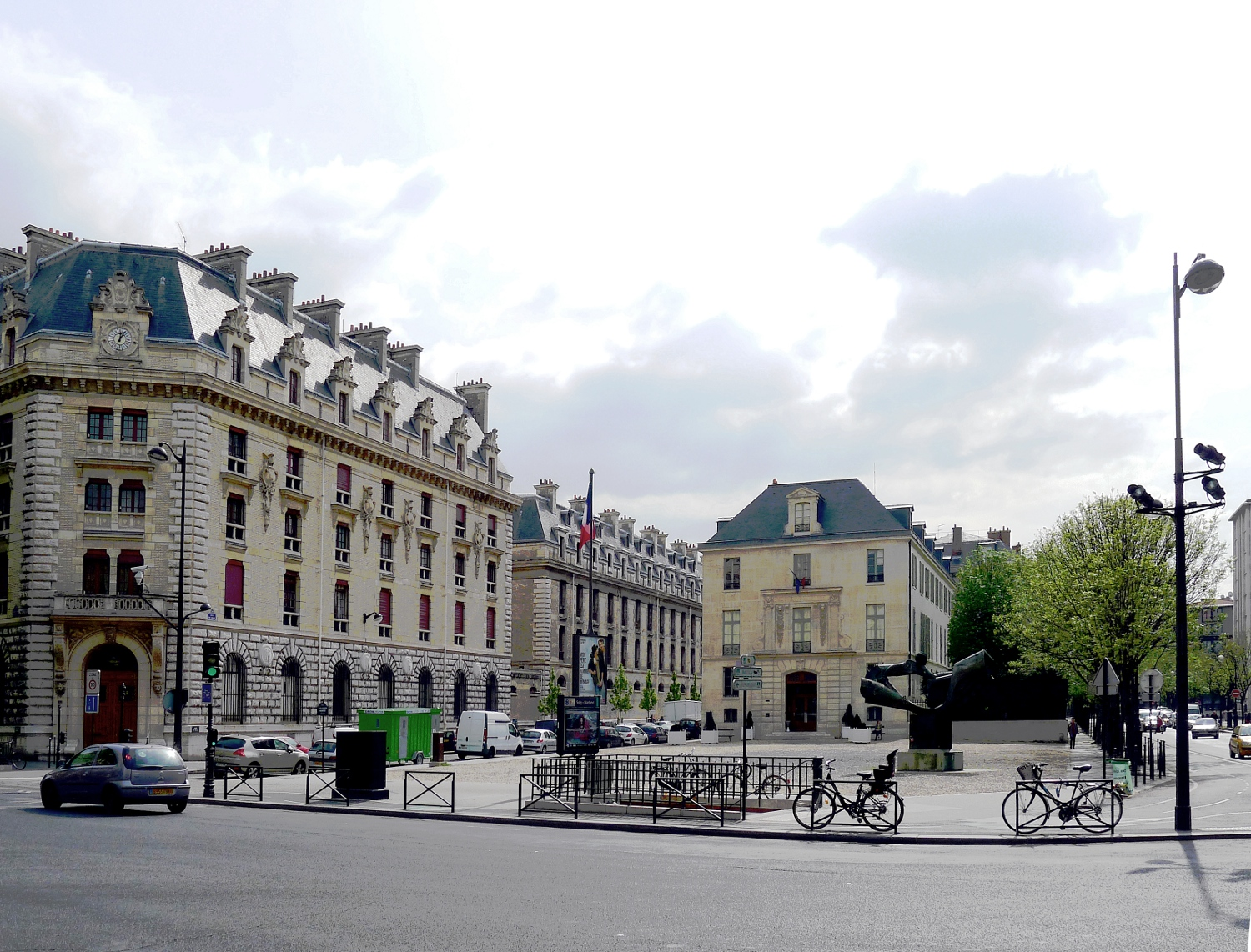

德日进广场（Place du Père-Teilhard-de-Chardin）是巴黎第四区的一个广场。长54米，宽25米。叙利路（Rue de Sully）、亨利四世大道（Boulevard Henri-IV）和莫隆大道（boulevard Morland）交汇于此。

## 交通
附近的地铁站是旭利-莫隆站（Sully - Morland，7号线）。

## 名称

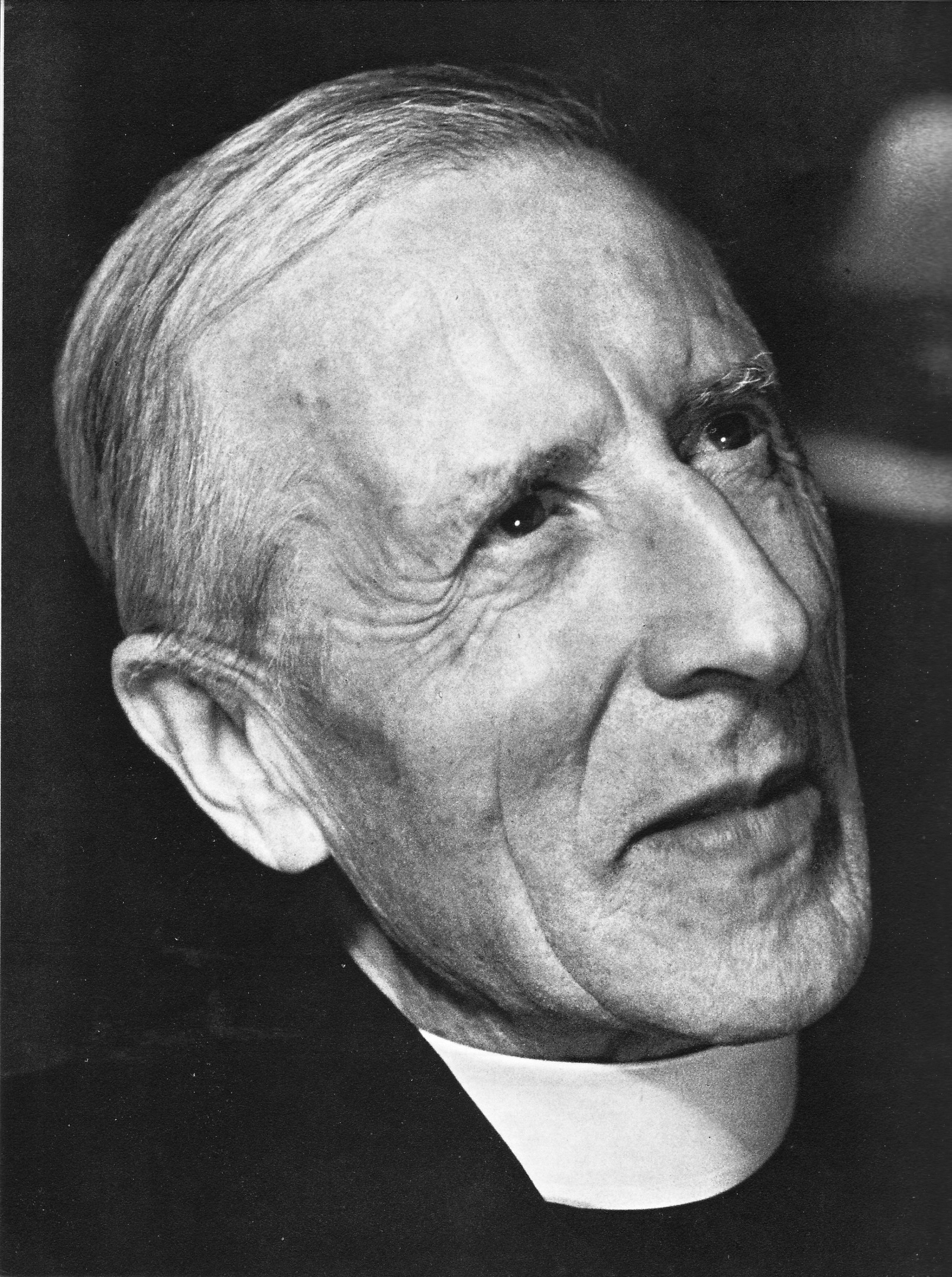
德日进

广场得名于耶稣会神父、法国神学家、哲学家、考古学家德日进 (1881-1955)。

## 历史

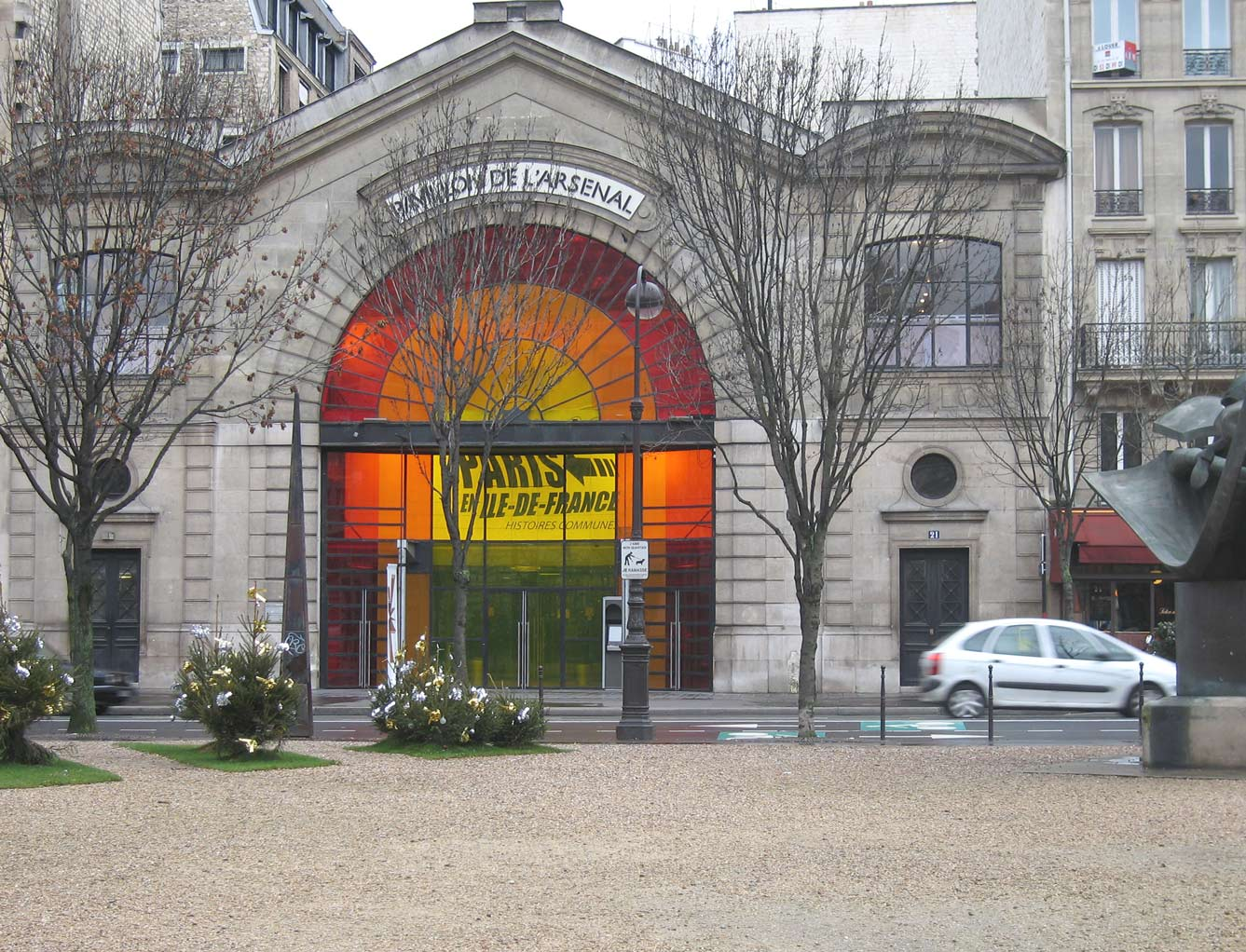

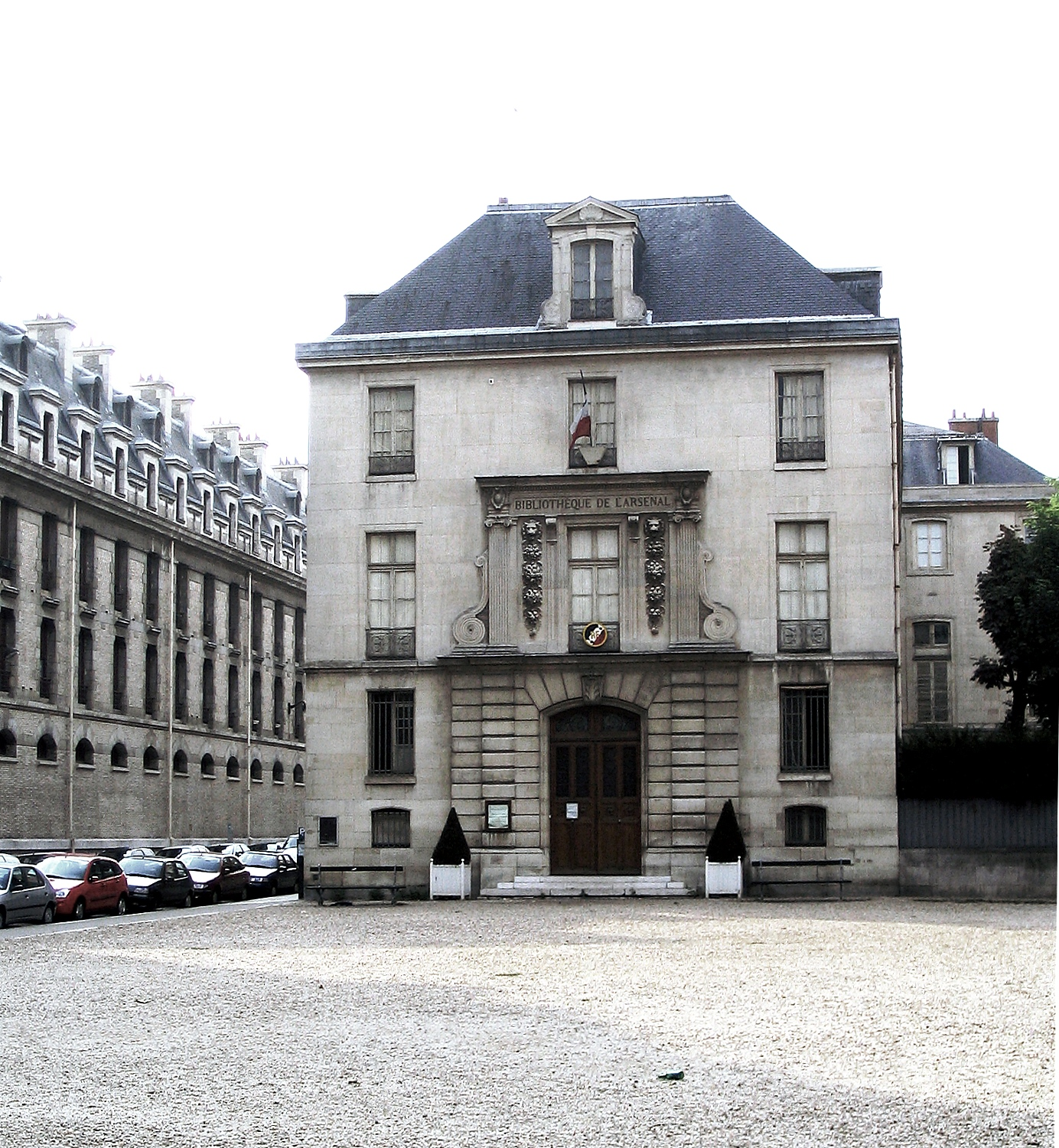

德日进广场命名于1981年11月23日。